# Tæppebed
Ved tæppebede forstår man bede af
blomstrende planter eller bladplanter, som er holdt så
lave og tætte, at de danner som et tæppe på
jorden.
Tæppebedes oprindelse skyldes vist nærmest den
franske havekunst, men denne smagsretning har dog
først rigtig udviklet sig i den landskabelige
havekunsts periode, måske nærmest fordi de store
fremskridt indenfor havebruget har fremskaffet en
så stor mængde planter, der særlig egner sig til
at variere tæppebede i de prægtigste og kunstfærdigste
mønstre. I egentlig forstand kan tæppebede ikke passe
ind under den landskabelige havekunsts teorier,
men anvendt med smag kan de dog finde
anvendelse i de moderne anlæg omkring bygningen, i de
regelmæssige partier og i monumentale anlæg. I
det første tilfælde må tegningen i tæppebede harmonere
med bygningens stil eller karakter, i de andre
tilfælde med anlægets.
Tæppebede af form som sommerfugle,
våbenskjolde, overflødighedshorn og lignende uden
begrundelse henkastet på en plæne må betegnes
som en mindre heldig smagsretning. Vil man
anvende sådanne former, må de være
sammenarbejdede med en ornamentik, som kan knytte dem
til anlægets hovedlinjer. Farvesammenstillingen
spiller naturligt en stor rolle i tæppebede såvel som en sirlig plantning og en
omhyggelig pasning.
Tilplantning af tæppebede er i de senere år
taget betydeligt af. Dels er det vanskeligt og
bekosteligt at fremstille den forholdsvis store mængde
planter, der er nødvendig, dels fordrer tæppebede
en intensiv pasning. Selv i Frankrig,
tæppeplantningens moderland, har staten af økonomiske
grunde opgivet den i tidligere tid så berømte
tæppebedsudplantning. Der findes dog endnu på
enkelte herregårde og i få privathaver her i
landet tæppebedsudplantninger, men de bliver
sjældnere for hvert år.

## Note
1. ↑  Artiklen er fra begyndelsen af 1900-tallet. Holdningen til brug af tæppebede har måske ændret sig siden ?